# 沼本雅文
沼本 雅文（ぬまもと まさふみ）は、日本の実業家である。住商リース（現：三井住友ファイナンス&リース）取締役となり、その後、エムジーリース（現：みずほ丸紅リース）第3代代表取締役となる。岡山県出身。

## 経歴
岡山県で出生する。高校は、岡山県立高梁高等学校へ進学し、同期には、建築家の樋口修がいた。1968年（昭和43年）に同校を卒業を経て、大学へ進学。大学卒業後、当時設立されて間もない住商リースへ就職する。
この後、2004年（平成16年）沼本が54歳のときに、住商リースの取締役執行役員理事となる。2006年（平成18年）には、前任であるエムジーリース（現：みずほ丸紅リース）社長の長速水昭の退任に伴い、住商リース・コーポレート部門分掌付で子会社のエムジーリース第3代社長に就任する。同年4月には、住商リースの組織改編に伴う執行役員制度導入により、取締執行役員から執行役員となる。 同年6月に長年勤めてきた住商リースとエムジーリース社長の兼務から、エムジーリースへ完全に異動する。

### エムジーリース社長時代
沼本は、エムジーリースの社長時代に国内外で事業展開を進めている。2009年5月には、チェコの日立物流系企業であるESA社と、トラックヘッド19台、冷蔵トレーラー5台を含む約2億円の割賦販売契約を締結。これは日本企業の東欧進出に伴う物流需要の増加を背景にしたもので、丸紅とESAは今後も協業体制の強化を目指している。また、2009年10月には清水建設などとジョイントベンチャー（複数の建設会社と共同で建設工事を受注）を組み、トンネル掘削機の割賦販売契約も実施した。
国内では、不動産の売却や再開発事業にも関与しており、2008年には横浜市のアクティオーレ関内をユナイテッド・アーバン投資法人へ売却。2011年には北海道札幌市にて、スーパー「ダイイチ」が入居予定の商業施設「発寒中央駅前ショッピングタウン」の開設計画を推進した。
さらに、2010年には株式会社日本格付研究所（JCR）より格付を取得し、財務の透明性と健全性の向上、資金調達の多様化を図るなど、経営基盤の強化もおこなっている。名古屋営業所の移転や不動産開発の支援にも積極的であり、エムジーリースが31億7,000万円で「クリオ文京小石川」をユナイテッド・アーバンへ売却している。
2012年6月、沼本は会社組織の若返りと営業力強化のため、63歳で社長を退任し、後任社長は園部成政となった。